# Niels Arnstedt
 Der er flere personer med dette navn, se N.P. Arnstedt.
Niels Peter Arnstedt (født 4. november 1920 på Frederiksberg, død 1. september 1986) var en dansk advokat og erhvervsmand knyttet til FLSmidth-koncernen, bror til Christian Arnstedt. Han var også modstandsmand.

## Under Besættelsen
Han var søn af gesandt N.P. Arnstedt og hustru Johanne f. Larsen, blev student fra Herlufsholm 1939 og cand.jur. 1948. I studietiden var han med dæknavnet "Tykke Niels" modstandsmand i Studenternes Efterretningstjeneste og Holger Danske. Mens faderen N.P. Arnstedt opholdt sig i udlandet, anvendte Niels Arnstedt faderens villa på Chr. Winthers Vej 4 på Frederiksberg som illegalt mødested. I huset boede ingeniør Frederik Jørgen Eggert Hostrup-Schultz, som husede sabotører.
Da Gestapo dukkede op på adressen 19. december 1944, opstod der ildkamp mellem dem og sabotørerne. Som hævn blev villaen den 20. december 1944 kl. ca. 10.30 sprængt i luften af værnemagten. Eksplosionen var voldsom, idet der var skjult ammunition i væggene. Under slukningsarbejdet blev der under det nedstyrtede tag fundet en del geværer, pistoler og ammunition, som det lykkedes en gruppe frihedskæmpere at fjerne for næsen af de tyske vagtposter.
Også landstedet Humleore blev i faderens fravær anvendt til illegalt at huse modstandsfolk. Bl.a. var Gunnar Dyrberg på rekreation på Humleore.
20. januar 1945 flygtede Niels Arnstedt til Sverige, hvor han fra 5. februar indgik i Den Danske Brigade.

## Erhvervskarriere
Arnstedt var ansat hos højesteretssagfører Helge Bech-Bruun 1948-58, blev prokurist i A/S Aalborg Portland-Cement-Fabrik 1958 og underdirektør 1961. Han var også formand for bestyrelsen for Glumsø Spånplade Fabrik A/S samt medlem af bestyrelsen for F.L. Smidth & Co., A/S Aalborg Portland-Cement-Fabrik og andre danske selskaber.
Han blev gift 26. juni 1955 med Suzanne Neergaard-Petersen (født 26. oktober 1933 i København - død 24. september 2019), datter af direktør for Patent- og Varemærkevæsenet F.C.L. Neergaard-Petersen.